# Wedyzm

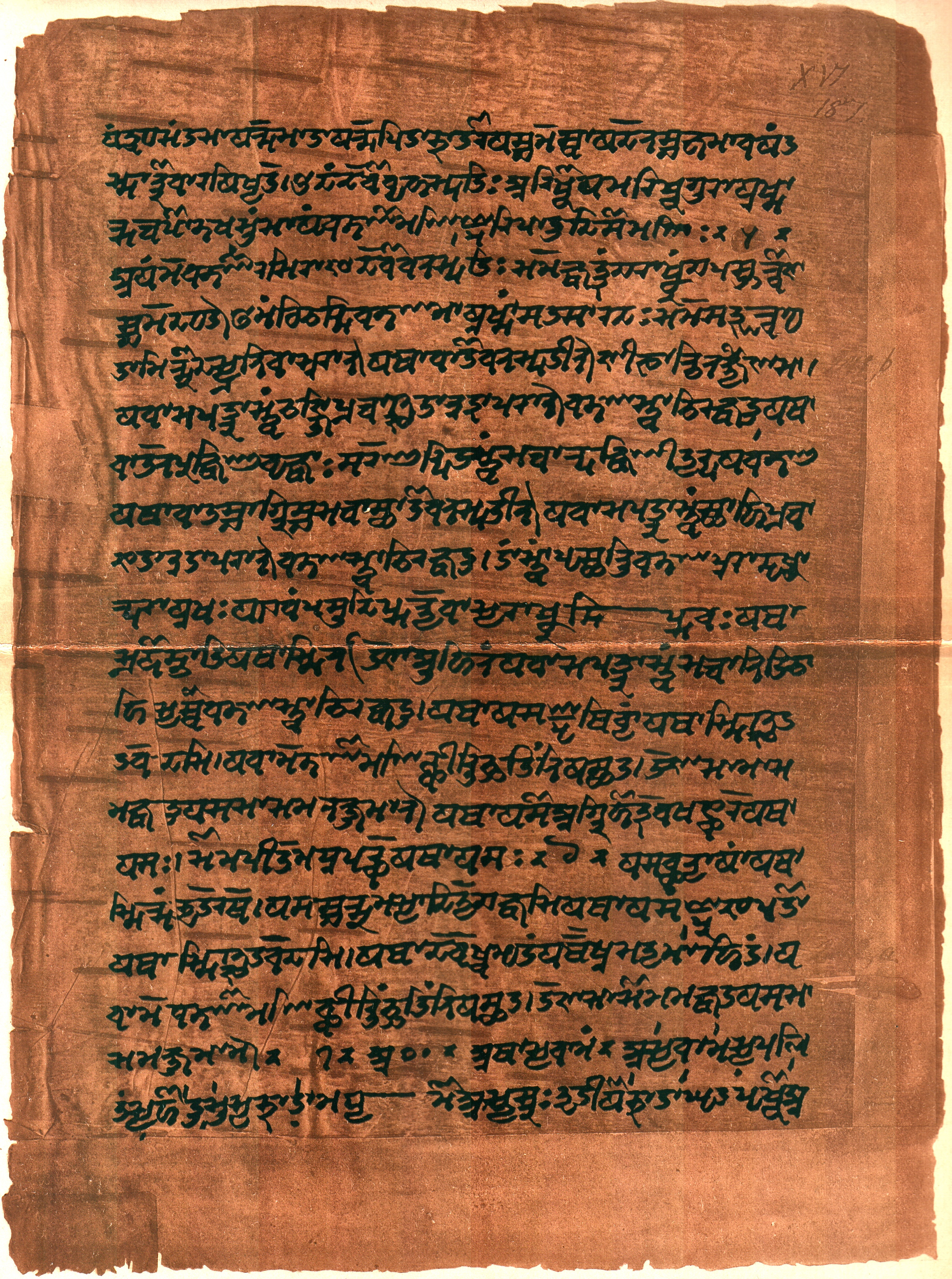
Atharwaweda

Wedyzm, religia wedyjska – najstarsza względnie poznana religia Indii, henoteistyczna, wywodząca się prawdopodobnie z okresu między połową drugiego tysiąclecia p.n.e. a początkiem pierwszego p.n.e. Jej zręby ukazują teksty Wed, w szczególności najstarsze zbiory – sanhity. Była to religia ahierarchiczna, koncentrująca się wokół rozbudowanego ceremoniału ofiary wedyjskiej (jadźńa, śrauta); w mniejszym stopniu obecne były także praktyki magiczne i rytuały związane z ogniskiem domowym (patrz: Atharwaweda). Przebieg ofiary wedyjskiej był dla jej uczestników odtworzeniem aktu kosmogonicznego i zarazem czynnością podtrzymującą harmonijne istnienie wszechświata, co za tym, pomyślność życia ludzkiego – dlatego tak niezwykle ważny był jej prawidłowy przebieg. Świątynie i zwyczaj czczenia wizerunków bogów pojawia się w wedyzmie znacznie później, prawdopodobnie w efekcie obcych wpływów (być może drawidyjskich).

## Bogowie
Bogowie wedyjscy (dewa) to nadludzkie, nieśmiertelne istoty, przede wszystkim uosabiające zjawiska natury (np. Agni – ogień, Surja – Słońce, Waju – wiatr, Uszas – świt, Ratri – noc). Najważniejsi pośród nich to bóstwa związane z powstaniem wszechświata i utrzymaniem jego porządku: Agni (pośrednik między człowiekiem sprawującym ofiarę a przyjmującymi ją bogami), Mitra, Waruna, Wisznu (który zyska jeszcze na znaczeniu w późniejszym hinduizmie), Soma i Indra (król bogów, uosobienie wojowniczego charakteru Ariów). To te bóstwa przede wszystkim należy pokrzepić świętym napojem – somą, topionym masłem (ghi) i świętymi słowami Wed w trakcie ofiary wedyjskiej. Wielu bogów okresu wedyjskiego ma swoje starsze odpowiedniki w Aweście i mitologii irańskiej, choć często ich role uległy w wedyzmie znacznemu przekształceniu.
Wedy, a w szczególności Rygweda ukazywały wierzenia najwyższych warstw społecznych (warn), ignorując w znacznej mierze mitologię tworzącą się w warstwach niższych oraz przenikające elementy niearyjskie, które najprawdopodobniej zadecydowały o późniejszym kształcie hinduizmu. Prawdopodobnie taki „ludowy” rodowód ma Wisznu i Rudra.

## Kosmologia
Świat dzieli się na trzy części: Ojciec-Niebo (Djaus), Matka-Ziemia (Prythiwi) i oddzielające ich powietrze. W najwyższej części nieba mieszkają bogowie, Surja (Słońce), Soma (Księżyc). Powietrze wypełnia ciemność i deszczowe chmury. Wszelki porządek wszechświata wyznacza jedna zasada – ryta.

## Kosmogonia
Według najstarszych mitów świat zbudowali bogowie jak cieśle stawiający dom. Późniejsze wersje mitów ukazują powstanie świata jako narodziny z pierwiastka żeńskiego i męskiego, bądź jako dzieło stwórcze Pradźapatiego (bóstwo późnowedyjskie, które szczególnego znaczenia nabiera w braminizmie).